# رودخانه هرون
رودخانه هرون (به لاتین: Hron) یک رود در اسلواکی است که در منطقه بانسکا بیستریتسا واقع شده‌است.